# Red Faction II
Red Faction II è uno sparatutto in prima persona, seguito di Red Faction. Pubblicato nel 2002 per PlayStation 2 e nel 2003 per Xbox, GameCube e Microsoft Windows, come il precedente utilizza il motore grafico chiamato Geo-Mod, il quale permette di modificare il terreno delle mappe e di poter distruggere alcune parti di strutture e costruzioni tramite esplosivi.

## Trama
Il gioco  è ambientato nel 2163 sulla Terra, a 5 anni di distanza dal primo capitolo, le nano tecnologie create dal dr Capek sono state utilizzate per creare delle squadre di super soldati i quali compongono le Earth Defense Force (EDF). Dopo lunghi anni di combattimenti una delle squadre di super soldati decide di combattere il dittatore corrotto Victor Sopot che sta opprimendo i popoli del Commonwealth del quale si è auto-eletto capo. Quest'ultimo uccide chiunque si opponga o manifesti disaccordo alla sua dittatura. Questa politica di terrore procede ormai da 15 anni, ma l'intervento di un super soldato Alias, esperto in demolizioni, che è il personaggio che il giocatore è chiamato ad impersonare ed il capo della squadra che si ribella al dispotico Sopot, metterà in moto eventi che porteranno alla sconfitta del tiranno e alla conoscenza dei veri antagonisti del gioco.

## Accoglienza
La rivista Play Generation diede alla versione per PlayStation 2 un punteggio di 80/100, trovando un buon comparto tecnico e tanta azione in un gioco che narrava di una rivoluzione e che a suo modo fu rivoluzionario. La stessa testata classificò Marte come il secondo pianeta più ostile mentre ritenne Red Faction II come il quarto gioco con il single player più breve.